# 1995 XH
1995 XH är en asteroid i huvudbältet som upptäcktes den 2 december 1995 av den japanska astronomen Takao Kobayashi vid Ōizumi-observatoriet.
Asteroiden har en diameter på ungefär 4 kilometer och den tillhör asteroidgruppen Agnia.